# Adresbalk

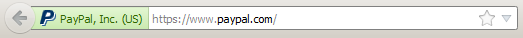
De adresbalk in een vroegere versie (2008) van Firefox bij een beveiligde website (te merken aan het groene verificatiegebied en het https-voorvoegsel van het webadres)

Een adresbalk of locatiebalk is een werkbalk waarin adressen of paden worden getypt. Een aanvraag om een bepaalde locatie of website te openen wordt een request genoemd. De adresbalk is een typisch onderdeel van webbrowsers en bestandsbeheerders en wordt gebruikt om webpagina's en mappen te openen. Ondersteunde protocollen en technologieën zijn afhankelijk van de gebruikte Client (applicatie).
De protocollen HTTP en HTTPS worden ondersteund door webbrowsers, terwijl bij bestandsbeheerders vooral de ondersteunde bestandssystemen een rol spelen. Voorbeeld is het file transfer protocol (FTP), dat door een contentmanagementsysteem (CMS) of via een FTP-programma gebruikt wordt om bestanden uit te wisselen (uploaden of downloaden) tussen een computer en de webserver van de provider waar een website is ondergebracht.

## Functionaliteit
Een adresbalk bevat vaak aanvullende functionaliteit, zoals suggesties op basis van veelbezochte websites of locaties. Ook worden soms bepaalde delen van het pad of adres verborgen om een duidelijker leesbare adresbalk te bekomen of om de navigatie in het programma te verbeteren (waarbij er bijvoorbeeld geklikt kan worden op mappen - zie broodkruimelnavigatie). Ook krijgt de adresbalk vaak een favicon (aangepast icoon) wanneer er een website is geopend in de browser. Dit icoon of logo wordt in webbrowsers meestal ook weergegeven in een tabblad of titelbalk in combinatie met de titel van de pagina.
Ontwikkelaars van webbrowsers en bestandsbeheerders kunnen verder onder andere als functionaliteit aan de adresbalk toevoegen:
- Detectie voor webfeeds zoals RSS of Atom, waarbij er een icoon in de adresbalk verschijnt.
- Completeren van webadressen op basis van sneltoetsen, waarbij aan het laatste deel bijvoorbeeld .com wordt toegevoegd. Dit wordt automatische aanvulling genoemd.
- De voortgang van het doorzoeken van mappen, middels het vollopen van de adresbalk met een achtergrondkleur. Deze functionaliteit is aanwezig in Windows Verkenner.
- De mogelijkheid om te zoeken via zoekmachines naar trefwoorden. Soms wordt deze functionaliteit opgenomen in een apart zoekveld.
- Navigeren door middel van sleutelwoorden die kunnen worden ingesteld door de gebruiker.
- In moderne webbrowsers wordt in de adresbalk de veiligheid van websites aangegeven met kleuren, iconen en nadere informatie over de aanwezige veiligheidsvoorzieningen.